# Плюскач
Плюскачът (Colutea arborescens) е висок до 5 m храст от семейство бобови. Растението има опадлива кора и нечифтоперести листа с 9 до 11 двойки листчета, които от горната страна са тъмнозелени и голи, а от долната – синьозелени и с къси власинки. Цветовете са жълти, събрани в гроздовидни съцветия от 3 до 5 цвята. Плодът е издут боб със заострен връх. Плюскачът се среща по южни припекливи склонове до 1000 m надморска височина.